# Toshihiko Okimune
Toshihiko Okimune (沖宗敏彦?, Okimune Toshihiko; Hiroshima, 7 settembre 1959) è un ex calciatore giapponese, di ruolo difensore.

## Carriera

### Calciatore

#### Club
Almeno fino al 1981 indossò la maglia del Fujitsu, disputando tre gare in massima serie durante la stagione 1978.

#### Nazionale
Fece parte della rappresentativa giapponese Under-20 che partecipò ai Mondiali Under-20 del 1979, scendendo in campo in occasione dei tre incontri disputati dalla squadra. Fu convocato in Nazionale maggiore in occasione di incontri validi per l'edizione 1980 della Pestabola Merdeka.

## Statistiche

### Cronologia presenze e reti in nazionale
| Cronologia completa delle presenze e delle reti in nazionale ― Giappone | Cronologia completa delle presenze e delle reti in nazionale ― Giappone | Cronologia completa delle presenze e delle reti in nazionale ― Giappone | Cronologia completa delle presenze e delle reti in nazionale ― Giappone | Cronologia completa delle presenze e delle reti in nazionale ― Giappone | Cronologia completa delle presenze e delle reti in nazionale ― Giappone | Cronologia completa delle presenze e delle reti in nazionale ― Giappone | Cronologia completa delle presenze e delle reti in nazionale ― Giappone |
| Data                                                                    | Città                                                                   | In casa                                                                 | Risultato                                                               | Ospiti                                                                  | Competizione                                                            | Reti                                                                    | Note                                                                    |
| ----------------------------------------------------------------------- | ----------------------------------------------------------------------- | ----------------------------------------------------------------------- | ----------------------------------------------------------------------- | ----------------------------------------------------------------------- | ----------------------------------------------------------------------- | ----------------------------------------------------------------------- | ----------------------------------------------------------------------- |
| 30-08-1980                                                              | Kuala Lumpur                                                            | Giappone                                                                | 2 – 0                                                                   | Malaysia                                                                | Pestabola Merdeka                                                       | 0                                                                       |                                                                         |
| 03-09-1980                                                              | Kuala Lumpur                                                            | Giappone                                                                | 3 – 2                                                                   | India                                                                   | Pestabola Merdeka                                                       | 0                                                                       |                                                                         |
| Totale                                                                  |                                                                         | Presenze                                                                | 2                                                                       |                                                                         | Reti                                                                    | 0                                                                       |                                                                         |